# 托德·贝尔图齐
托德·贝尔图齐（義大利語：Todd Bertuzzi，1975年2月2日—），加拿大男子冰球运动员，场上位置是前锋。他曾代表加拿大国家队参加2006年冬季奥林匹克运动会冰球比赛，获得第七名。